# 奥菜恵
奥菜 恵（おきな めぐみ、1979年〈昭和54年〉8月6日 - ）は、日本の女優、歌手。本名非公開。広島県広島市出身。

## 略歴・人物
日出女子高校卒業。両親とも広島の出身で自身も幼少の頃までは住んでいたが、父親の仕事の都合で上京。広島のことはあまり覚えていないが、家では広島弁と東京弁が混ざった言葉だったという。
1992年、13歳の時にフジテレビのテレビドラマ『パ★テ★オ』で宝田明の娘役で芸能界デビュー。芸名の「奥菜恵」が珍しいと言うことから役名で使用された。
1995年には「この悲しみを乗り越えて」で歌手としてもデビューする。
2004年1月にIT関連会社のサイバーエージェント社長藤田晋と結婚したものの、2005年7月に離婚。
2007年5月30日、引退報道が流れ、デビュー（1992年）から所属していたパーフィットプロダクションも当月いっぱいでの退社を認めた。サンケイスポーツは、事務所と契約解除したと報じている。しかし、7月初めに、芸能界を引退した覚えはないという本人のコメントが報道された。
2008年4月8日、双葉社より、自叙伝『紅い棘』を発売し、同時に公式サイトを開設して芸能活動を再開した。
2009年3月12日、妊娠・再婚を発表。相手は同い年の一般男性で、都内の会社員。同年9月15日、第1子となる2984gの女児を出産。
2010年7月、大手レコード会社ユニバーサルミュージックの子会社であるUM360に所属。
2010年10月23日、第2子を妊娠中である事をブログで公表、2011年5月4日、第2子である3480gの女児を出産。
2014年7月、UM360（ユニバーサル ミュージック&EMIアーティスツ合同会社）を退社。
2015年9月2日、一般男性との離婚を正式に発表。
2016年3月12日、俳優の木村了と3度目の結婚。
2023年5月11日、同年4月末をもって所属事務所フリップアップを退所したことを自身のInstagramにて報告した。
2023年9月1日、自身のInstagramを通じて『尋常性白斑』を発症していることを公表した。

## 出演

### テレビドラマ
- パ★テ★オ（1992年9月18日・10月23日、フジテレビ） - 奥菜恵 役
- If もしも『打ち上げ花火、下から見るか? 横から見るか?』（1993年8月26日、フジテレビ） - 及川なずな 役
- 真夜中を駆けぬける（1993年11月16日 - 12月21日、朝日放送・テレビ朝日） - ミキ 役
- 恋とはどんなものかしら（1994年3月13日、フジテレビ）
- ざけんなョ!!6「家を買ってはみたものの｣（1994年4月15日、フジテレビ）
- 17才-at seventeen-（1994年、フジテレビ）
- 世にも奇妙な物語（フジテレビ）
  - 世にも奇妙な物語 七夕の特別編「時の女神｣（1994年7月7日） - 娘 役
  - 世にも奇妙な物語 冬の特別編 (1996年)「先生の「あんなこと」｣（1996年1月4日） - 伊藤敏恵 役
- 旅は道連れ世は情けねェ!2（1994年11月4日、フジテレビ）
- 花王 愛の劇場 とっても母娘（1995年1月4日 - 2月17日、TBS） - 森山夏奈子 役
- 禁じられた遊び（1995年4月13日 - 6月29日、読売テレビ・日本テレビ） - 芝川百合 役
- ワイン殺人事件25歳の夏（1995年10月23日 - 11月16日、NHK）
- 若葉のころ（1996年4月12日 - 6月28日、TBS） - 蒔田泉 役
- 君が人生の時（1997年1月17日 - 3月21日、TBS） - 都築万由 役
- ふたり（1997年4月14日 - 6月23日、テレビ朝日） - 主演・北尾実加 役
- 心療内科医・涼子 第7話（1997年11月24日、読売テレビ・日本テレビ） - 館林絵里 役
- 青の時代（1998年7月3日 - 9月11日、TBS） - 牧野茜 役
- 走れ公務員!（1998年10月13日 - 12月8日、フジテレビ） - 綿貫由佳 役
- 蒲生邸事件（1998年11月26日、NHK BS9） - 向田ふき 役
- 天国に一番近い男（1999年1月8日 - 3月19日、TBS） - 露崎小春 役
  - 天国に一番近い男 炎の命がけドラマスペシャル（1999年9月24日）
  - さらば天国に一番近い男（2000年12月29日）
- 大河ドラマ 元禄繚乱（1999年、NHK） - 浅路 役
- 天国のKiss（1999年7月12日 - 9月13日、テレビ朝日） - 主演・御手洗明日美 役
- 砂の上の恋人たち（1999年10月12日 - 12月21日、関西テレビ・フジテレビ） - 沢井絵里花 役
- 学校の帝王（1999年12月9日 - 12日、TBS） - ヒロイン
- 花村大介 第11・12話（2000年9月12日・19日、関西テレビ・フジテレビ） - 河田裕美 役
- Seven's Face（2000年12月1日 - 24日、WOWOW）
- 別れさせ屋（2001年1月8日 - 3月5日、読売テレビ・日本テレビ） - 水沢千春 役
- ココだけの話 第4回『バスが来ない』（2001年2月3日、テレビ朝日） - 主演
- 新・星の金貨（2001年4月25日 - 6月27日、日本テレビ） - 長谷川美月 役
- 恋するトップレディ（2002年1月8日 - 3月19日、関西テレビ・フジテレビ） - 近藤優子 役
- ぼくが地球を救う（2002年7月4日 - 9月12日、TBS） - 月島杏子 役（友情出演）
- 狂った果実2002（2002年9月9日、TBS） - 天草恵梨 役
- ビギナー（2003年10月6日 - 12月15日、フジテレビ） - 松永鈴希 役
- 共犯者（2003年10月15日 - 12月17日、日本テレビ） - 坂下舞 役
- 小悪魔な女になる方法（2005年9月27日、関西テレビ・フジテレビ） - 佐伯ミドリ 役
- 今夜ひとりのベッドで（2005年10月20日 - 12月22日、TBS） - 十文字梓 役
- 時効警察 第5話（2006年2月10日、テレビ朝日） - 本郷雪絵 役
- おいしい殺し方（2006年2月12日、BSフジ） - 消崎ユカ 役
- たくさんの愛をありがとう（2006年4月4日、日本テレビ）
- 医龍-Team Medical Dragon- 第8話（2006年6月1日、フジテレビ） - 山口香 役
- ちいさこべ〜若棟梁と九人の子〜（2006年9月7日 - 10月5日、NHK） - ゆう 役
- 相棒 season5 第1話（2006年10月11日、テレビ朝日） - 御手洗聖子 役
- 星新一ショートショート「見失った表情」（2008年11月3日、NHK）
- 女優力（2010年2月6日、日本テレビ）
- 潜入探偵トカゲ 第6話（2013年5月23日、TBS） - 清水沙耶 役
- 碧の海〜LONG SUMMER〜（2014年6月30日 - 8月29日、東海テレビ・フジテレビ） - 主演・小館舞 役
- 吉原裏同心 第2話（2014年7月3日、NHK） - 梅園 役
- 遺産相続弁護士 柿崎真一 第1話（2016年7月7日、読売テレビ・日本テレビ） - 立花淳子 役
- キャリア〜掟破りの警察署長〜 第3話（2016年10月23日、フジテレビ） - 奥田百合子 役
- 雨が降ると君は優しい（2017年9月16日配信開始、全8話、Hulu） - 新城玲子 役
- グッド・バイ（2018年7月15日 - 9月30日、テレビ大阪／BSテレ東） - 笹原 役
- 悪魔の弁護人・御子柴礼司 〜贖罪の奏鳴曲〜 第1話・第2話・最終話（2019年12月7日・15日・2020年1月25日、東海テレビ・フジテレビ） - 津田亜季子 役
- 家政夫のミタゾノ 特別編〜今だから、新作作らせていただきました〜（2020年5月29日、テレビ朝日） - 柴田真理子 役
- 警視庁ゼロ係〜生活安全課なんでも相談室〜 出張捜査SP（2021年1月25日、テレビ） - 東京龍神静香 役
- 妙高のたからもの（2022年1月21日 - 2月18日（全5回）、地上波／BS／CS） - 近藤フサ 役
- リエゾン -こどものこころ診療所- 第5話（2023年2月17日、テレビ朝日） - 足立由香 役
- 何かおかしい2 第8話（2023年5月24日、テレビ東京） - メグ 役
- 天久鷹央の推理カルテ 第8話・最終回（2025年6月17日・24日、テレビ朝日） - 鈴原桃花 役[15]

### 映画
- パ★テ★オ PATIO（1992年、松竹） - 奥菜恵 役
- NIGHT HEAD 劇場版（1994年、東宝） - 天元知美 役
- 打ち上げ花火、下から見るか? 横から見るか?（1994年、ヘラルド・エース/日本ヘラルド映画） - 主演・及川なずな 役
- かわいいひと 「EPISODE I」（1998年、東京テアトル） - 主演・三浦めぐ 役（安藤政信とW主演） ※ビデオ題「ポッキー坂恋物語 かわいいひと」
- The AURORA 海のオーロラ（2000年） - 王春露（ワン・チュンリュ） 役（声優）[16]
- 世にも奇妙な物語 映画の特別編『携帯忠臣蔵』（2000年、東宝） - かる 役
- RED SHADOW 赤影（2001年、東映） - 琴姫 役
- 弟切草（2001年、東宝） - 主演・菊島奈美 / 階沢直美 役
- infinity 波の上の甲虫（2001年、KUZUIエンタープライズ） - マリア 役
- 呪怨（2003年、東京テアトル/ザナドゥー） - 主演・仁科理佳 役
- おいしい殺し方（2006年、ギャガ・コミュニケーションズ） - 消崎ユカ 役
- ユリシス（2006年、ビデオプランニング） - 千景 役
- 犬神家の一族（2006年、東宝） - 犬神小夜子 役
- シャッター Shutter（2008年、20世紀フォックス映画） - メグミ 役
- 罪とか罰とか（2009年、東京テアトル） - マリィ 役
- 夏休みの地図（2013年、QUOBO PICTURES） - 田辺ゆり子 役
- R-18 文学賞 vol.2 ジェリー・フィッシュ（2013年、よしもとクリエイティブ・エージェンシー）
- コスメティックウォーズ（2017年、BS-TBS/トリプルアップ） - 峰岸百合恵 役
- サムライせんせい（2018年、ピーズ・インターナショナル） - 武市冨 役[17]
- 犬鳴村（2020年、東映） - 優子 役
- 森の中のレストラン（2022年11月19日、NeedyGreedy / フルモテルモ） - 瀬田香織 役[18][19]
- キリエのうた（2023年10月13日、東映） - 広澤楠美 役[20]
- きさらぎ駅 Re:（2025年6月13日、イオンエンターテイメント） - 角中瞳 役[21]

### 舞台
- アンネの日記（ホリプロ / 1996、三都企画 / 1997）
- ハムレット（松竹 / 1998）
- キレイ（大人計画 / 2000）VHS / DVD
- 大江戸ロケット（ホリプロ、劇団☆新感線 / 2001）VHS
- ラヴ・レターズ（パルコプロデュース）
- 七芒星（ヴィレッヂ、劇団☆新感線 / 2002）
- ドント・トラスト・オーバー30（ホリプロ、シリーウォーク）VHS / DVD
- Shuffle（パルコプロデュース / 2005）
- トーキョーあたり（映像のみ）（劇団健康 / 2005）
- 胎内（青山円形劇場 / 2005）DVD
- ペテン師と詐欺師（日本テレビ、ホリプロ、天王洲銀河劇場 / 2006）
- 橋を渡ったら泣け（シアターコクーン / 2007）DVD
- 失われた時間を求めて（阿佐ヶ谷スパイダース / 2008）
- 象（新国立劇場 / 2010、2013再演）
- 阿修羅のごとく（2013年）
- 江戸時代の思い出（ナイロン100℃、2024年）[22]

### バラエティ・ドキュメンタリー
- OH!ソレミヨウヨ（1992年11月 - 1993年3月、フジテレビ）※フジテレビの番組紹介をする5分番組。毎週土曜日放送。
- トロトロでいこう!（1997年 - 1998年、フジテレビ）
- 中居正広の金曜日のスマたちへ（TBS）女って怖いんですよキャンペーン（ショートドラマ）MEGUMI
- てれび絵本「ちいさいモモちゃんシリーズ」朗読（2003年 - 、NHK Eテレ）
- ホレゆけ!スタア☆大作戦 〜まりもみ危機一髪!〜 #15ゲスト（2007年 - 、よみうりテレビ）ほか
- アジアンスマイル「“寺子屋”の笑顔を守りたい〜タイ ポッププラ〜」 ナレーション（2009年、NHK総合）
- コレってアリですか?（日本テレビ）準レギュラー（VTR出演）

### CM
- ヘレンカーチス「プログラム」（1993年）
- 日立製作所「テープナビ」（1994年）、「はなれワザ」（1995年）
- 江崎グリコ「ニューパピコ」・「アイスの実」、「絹練り」（いずれも1996年。「絹練り」は奥菜の楽曲、『あなたのそばで』がCMソングとして使われた）
- ポッカ「サンポッカ 旬オレンジ100%」、「サンポッカ 旬グレープフルーツ100%」（ともに1996年）
- ライオン「ナビック」（1997年）、「スマイルコンタクトクール」（2000年）、「新スマイルコンタクト」（2003年）
- トヨタ自動車「こするカモ保証」（1998年 - 1999年）
- ソニー「MDウォークマン」（1998年 - 1999年）
- 片岡物産「モンカフェ」（1999年）
- ミスタードーナツ「手づくり肉まん」、「シナモンロール」（ともに2000年）
- 全日本空輸「楽乗」（2001年）
- 日本ヘラルド映画『ロード・オブ・ザ・リング』（2002年、感想を言う人たち 役）
- ハドソン「着信メロディサイト」（2003年）

ほか

### テレビアニメ
- かえるのピクルス - きもちのいろ -（2020年、BS12）[23]

### ラジオドラマ
- FMシアター 「祈りきれない夜の歌」（2001年3月3日、NHK-FM） - フジコ 役[24]
- ラジオシアター〜文学の扉（TBSラジオ）
  - 「手袋を買いに」（2012年1月22日）[25]
  - 「飴玉」「がちょうの誕生日」（2012年1月29日）[26]
- 劇ラヂ！ライブ2016 「お墓参り」（2016年10月30日、NHKラジオ第1）[27]

## 音楽

### シングル
1. 『この悲しみを乗り越えて』（1995.08.19）
（c/w）あなたが好きだから
2. 『そんなの悲しいね』（1996.04.23）
（c/w）Everyday
3. 『あなたのそばで』（1996.09.21） 江崎グリコチョコレート『絹練り』CM曲
（c/w）夕日
4. 『今でも...あなたが好きだから』（1997.02.25） 作詞・作曲は五十嵐充が担当。翌1998年に五十嵐が在籍していたEvery Little Thingがアルバム『Time to Destination』でカバー。
（c/w）瞳の言葉〜Believe in your eyes〜 コンタクトレンズ専門店『アイシティ』CM曲
5. 『淑女の夢は万華鏡』（1997.05.28）アニメ『こちら葛飾区亀有公園前派出所』エンディングテーマ
（c/w）Spring Field
6. 『それでも愛してる』（1997.10.29）
（c/w）夢のほとり
7. 『ゆらゆら』（1998.02.25） 作詞・作曲はRK(河村隆一、ЯK名義ではない)が担当。当時、河村が作曲した曲としては珍しく、本人のセルフカバーが存在しない楽曲となっている。
（c/w）YuKi
8. 『Eternity』（1998.08.21）

### ゲーム
- 恋のサマーファンタジー in 宮崎シーガイア（セガサターン）1997年8月22日発売

### コンサート
- First Concert BLOSSOM'97

### VHS
- First Concert BLOSSOM'97　中野サンプラザ 1997年4月5日のコンサートを収録　販売 日本コロムビア COVA-4959

## 書籍
- 三日月の椅子に腰掛けて（小学館）
- 紅い棘（双葉社）2008年4月8日発行

### 写真集
- meg now（学研）
- Bonita（ワニブックス）
- ALL ABOUT MEGU（集英社）
- 別冊JUNON 奥菜恵パーソナルブック（主婦と生活社）
- 南太平洋楽園夢絵巻（集英社）
- 武藤義 [ほか]撮影『7 years of : 奥菜恵写真集』〈Bomb perfect visual scene〉、学習研究社、1998年5月9日。
- 人魚のゆくえ（新潮社）
- ESCAPE（1999年、ワニブックス）
- あたし（ソニー・マガジンズ）
- 月刊奥菜恵（新潮社）
- POPEYE編集 裸足の島。MEGUMI OKINA in BORACA（マガジンハウス）
- THE OKINA 1/3 HAWAII編（朝日出版社）
- THE OKINA 2/3 TOKYO編（朝日出版社）
- THE OKINA 3/3 PARIS編（2002年、朝日出版社）
- 月刊奥菜恵 SPECIAL（新潮社）
- 弟切草 MEGUMI OKINA（角川書店）
- 奥菜恵写真集　Okina Megumi（宝島社）[28]

## 受賞歴
- 1996年 第34回ゴールデン・アロー賞 演劇新人賞（ミュージカル『アンネの日記』の演技）
- 2000年 二十歳のベスト・パール・ドレッサー